# Кнут (бяла мечка)
Вижте пояснителната страница за други значения на Кнут.
Кнут (на немски: Knut) е мъжка бяла мечка, родена на 5 декември 2006 г. – 19 март 2011 г в Берлинския зоопарк, радваща се на международна известност.

## Биография
Родители на Кнут са Тоска – родена в Канада и участвала в Държавния цирк на ГДР, и Ларс, роден в Мюнхенския зоопарк.
На 5 декември 2006 г. Тоска ражда 2 мъжки мечета (това са първите полярни мечки, родени в Берлинския зоопарк от повече от 30 години) Майката обаче ги отхвърля и вследствие на това едното мече умира 4 дена след раждането си. Екип на зоопарка отделя другото мече, Кнут, от майка му и започва да се грижи за него. Първите 44 дни от живота си Кнут прекарва в кувьоз. За него денонощно се грижи гледач на животни, който се мести да живее в зоологическата градина, за да може да храни мечето на всеки 4-6 часа.
При раждането си Кнут тежи 810 гр. Управата на зоопарка определя граница от 8 кг, след чието надхвърляне Кнут ще може да бъде показан пред публика. На 15 март 2007 Кнут тежи 8,2 кг и седмица по-късно – на 23 март – е представен на обществеността. На събитието присъстват около 500 журналисти от цял свят, а на следващия ден хиляди посетители се редят на опашка, за да видят мечето. Дори италианският министър-председател Романо Проди напуска тържествата по случай петдесетгодишнината на Европейския съюз, за да види Кнут на живо.
В края на март 2007, берлинската зоологическа градина регистрира Кнут като търговска марка, за да може да печели от продажбата на тениски, чаши, плюшени играчки и др., като се споменава печалба от порядъка на два милиона евро. Освен това, управата на зоопарка очаква до края на годината 300 000 посетители повече от средния брой годишно.
Курсът на акциите на Берлинския зоопарк се покачва двойно в рамките на половин месец (средата на март – началото на април).
В деня на официалното представяне Кнут е осиновен от министъра на околната среда Зигмар Габриел и неговото министерство. От там предлагат мечето да стане талисман на Конференцията за защита на редките видове в Бон през 2008 г.
На 16 април 2007 разходката му пред публика е прекъсната преждевременно, защото Кнут видимо не се чувства добре. По-късно става ясно, че няма място за притеснения – причината за неразположението на мечето е растящ кучешки зъб.
На 19 април 2007 зоопарка получава съобщение, изпратено по факс, в което неизвестно лице заплашва Кнут със смърт. Във факса се казва: "Кнут е мъртъв! Четвъртък по обяд." Въпреки че не взима заплахата за сериозна, полицията я разследва, а зоопарка увеличава броя на хората, грижещи се за Кнут. Срокът, споменат в заплахата, отминава без тя да бъде изпълнена.
На 19 март 2011 година Кнут почина пред очите на своите почитатели.

## Критика
Отглеждането на диви животни от хора е доста спорно, защото според природозащитници то не е специфично за този вид животни, защото на тях им липсва социалното поведение, което имат животни, израснали по естествен начин, и така не могат по-късно да бъдат пуснати на свобода или отглеждани в стадо.
В немските медии се появяват думите на един активист за защита на животните, който казва, че неспецифичното за една полярна мечка отглеждане от хора е вредно за Кнут и затова е по-добре мечето да бъде умъртвено. Това поражда възмущение сред обществото. Впоследствие този активист заявява, че е бил цитиран неправилно. 

## Кнут в медиите
Медийният интерес към Кнут е огромен – както от страна на немските, така и на международните медии. Не само булевардната преса, а и сериозни всекидневници отделят място за живота на мечето и тези, които се грижат за него. Местни и национални телевизии също отразяват развитието на Кнут. Държавната телевизия ARD започва да излъчва ежеседмична документална поредица за малкото мече, като първият епизод е гледан от около един милион души.
Официалното представяне на Кнут е предавано на живо по берлинската телевизия rrb, както и по новинарските телевизии N24 и n-tv. Новината за първата среща на Кнут с хора извън работниците в зоопарка достига всички кътчета на земята – Китай, САЩ, Узбекистан, Ирландия, Южна Африка, Индия и др.
В майското издание на списание Vanity Fair Кнут краси корицата заедно с Леонардо ди Каприо, а във версията на немски език за него е отделена цялата корица.
Интернет пространството също не подминава малкото мече – за Кнут има създадени многобройни частни блогове. За него има написани и много песни.